# Хан Аспарух (улица в София)
Вижте пояснителната страница за други значения на Хан Аспарух.
„Хан Аспарух“ е централна улица в София. Наречена е на владетеля и основателя на Дунавска България хан Аспарух.
Простира се между бул. „Христо Ботев“ и ул. „6-и септември“ в същинския център на София в района между Петте кьошета и „Раковска“. Паралелна е на бул. „Патриарх Евтимий“. Пресича се с основни пътища в София като „Витошка“ и „Раковска“ и централните улици „Цар Самуил“ и „Цар Асен“.

## Обекти
На самата улица или в нейния район се намират следните обекти:
- Църква Свети Георги Победоносец
- Къща музей Славейкови
- Къща музей Пейо Яворов
- РИОКОЗ-Софиийска област